# Байбазаров, Каримсак
Каримсак Байбазаров (каз. Қарымсақ Байбазаров; 1887 год, село Жанажол — 1957 год) — старший чабан колхоза «Таскабак» Байганинского района Актюбинской области, Казахская ССР. Герой Социалистического Труда (1948).
Родился в 1887 году в семье кочевника в окрестностях Жанажол. С раннего детства занимался батрачеством. Во время коллективизации вступил в колхоз «Таскабак». Трудился чабаном, старшим чабаном.
Бригада Каримсака Байбазарова на протяжении нескольких лет занимала передовые места в выращивании овец, выращивая ежегодно в среднем по 120—130 ягнят от каждой сотни овцематок. В 1947 году было выращено 124 ягнят от каждой сотни овцематок. Указом Президиума Верховного Совета СССР от 23 июля 1948 года «за получение высокой продуктивности животноводства в 1947 году при выполнении колхозом обязательных поставок сельскохозяйственных продуктов и плана развития животноводства» удостоен звания Героя Социалистического Труда с вручением ордена Ленина и золотой медали «Серп и Молот».
В 1948 году было выращено в среднем по 125 ягнят от каждой сотни овцематок. За эти выдающиеся трудовые достижения был награждён вторым Орденом Ленина.
Награды
- Герой Социалистического Труда
- Орден Ленина — дважды